# Copăceanca
Copăceanca – wieś w Rumunii, w okręgu Teleorman, w gminie Călinești. W 2011 roku liczyła 905 mieszkańców.